# Ogmodon vitianus
Ogmodon vitianus är en ormart som beskrevs av Peters 1864. Ogmodon vitianus är ensam i släktet Ogmodon som ingår i familjen giftsnokar och underfamiljen havsormar. IUCN kategoriserar arten globalt som sårbar. Inga underarter finns listade i Catalogue of Life.
Denna orm förekommer på Fijiöarna. Arten vilar i underjordiska håligheter i den mjuka jorden, under lövskiktet eller i termitstackar. Den har även påträffats under stenblock. Ogmodon vitianus vistas vanligen i regnskogar i låglandet eller nära vattendrag i bergstrakter. Den lämnar sitt gömställe vanligen efter regn. Honor lägger två eller tre ägg per tillfälle.
Ormen är med en längd upp till 75 cm liten. Födan utgörs antagligen av daggmaskar och andra ryggradslösa djur som saknar hårt skal. Det är inte känt om honor lägger ägg eller om de föder levande ungar. Ifall bettet är giftigt så antas det vara ofarligt för människor.